# Vencedores de Delicias
El club Vencedores de Delicias fue un equipo de fútbol mexicano que jugó en la Tercera división mexicana. Tuvo como sede Ciudad Delicias, Chihuahua.

## Historia
Se creó un día 16 de septiembre del año 2006 inaugurando su temporada en el estadio "Óscar de la Rosa Pereyra" ante Club Santos Laguna, partido donde se colocaron gradas desmontables acaparando una cantidad cercana a 4000 espectadores.
El entrenador del equipo era Ignacio "Bambi" Negrete que acompañó el equipo la mayor parte de su existencia hasta su mudanza a la capital por falta de aficionados.
El proyecto fue financiado por el entonces gobernador del estado José Reyes Baeza Terrazas ayudando en la infraestructura del estadio e invirtiendo en la Liga Municipal de Fútbol de Delicias.
De su primera temporada se tienen registro de 11 partidos disputados, de los cuales ganaron 4, empataron 2 y perdieron 5, anotando un total de 23 goles y recibiendo 21 en contra, sumando en total 14 puntos
En la temporada 2010/11 se hizo oficial un comunicado en donde se anunciaba que el equipo no continuaría en el Grupo XIV de la Tercera División Mexicana debido a problemas principalmente financieros, dejando abierta la posibilidad de jugar la próxima temporada, la cual nunca se pudo concretar y el club desapareció. Los jugadores quedaron libres con la expectativa de llegar a un equipo en Chihuahua Capital.

## Futbolistas
- Waender Godínez
- Antonio "Tony" Armendáriz
- Edgar "El Garo" Armendáriz
- Mario Jasso
- Hernán Rentería
- Manuel Rodríguez "El Pluma"
- Daniel Valdéz "El Chiquilín"
- Jahir Barraza
- Jesus Daniel "tatuy"